# أحمد بروكس
أحمد بروكس (بالإنجليزية: Ahmad Brooks)‏ (و. 1984  م) هو لاعب كرة قدم أمريكية، من الولايات المتحدة، ولد في فيرفاكس، يلعب كظهير ‏.

## التعليم
تعلم في C.D. Hylton Senior High School ‏.